# Budapest autóbuszvonal-hálózata 1970-ben
Budapest autóbuszvonal-hálózata 1970-ben jelentősen módosult az M2-es metró első szakaszának átadásával egy időben (április 3.). A buszok a Budapesti Közlekedési Vállalat (BKV) üzemeltetésében az alábbi vonalakon közlekedtek ekkor:

## Autóbuszvonalak
| Jelzés | Útvonal                                                               |
| ------ | --------------------------------------------------------------------- |
| 1      | Kacsóh Pongrác út – Kelenföldi pályaudvar                             |
| 2      | Irányi utca – Szendrő utca                                            |
| 3      | Móricz Zsigmond körtér – Nagytétény, MÁV-állomás                      |
| 4      | Gyöngyösi út – Lékai János tér                                        |
| 5      | Dembinszky utca – Pasaréti tér                                        |
| 6      | Nagyvárad tér – Óbuda, Miklós utca                                    |
| 7      | Öv utca – Kelenföldi pályaudvar                                       |
| 7C     | Bosnyák tér – Bornemissza tér                                         |
| 8      | Március 15. tér – Irhás árok                                          |
| 8A     | Március 15. tér – Sasadi út                                           |
| 9      | Pataki István tér – Vörösmarty tér                                    |
| 10     | Móricz Zsigmond körtér – Fegyvernek utca                              |
| 10A    | Móricz Zsigmond körtér – Albertfalva, Hunyadi János út                |
| 10B    | Móricz Zsigmond körtér – Goldberger gyár                              |
| 11     | Mechwart liget – Nagybányai út                                        |
| 12     | Karolina út – Nagykörút (kétirányú körforgalom)                       |
| 12A    | Boráros tér – Moszkva tér                                             |
| 13     | Nagytétényi út – Diósd, Csapágygyár                                   |
| 13A    | Nagytétényi út – Barackos út (körforgalom)                            |
| 13B    | Nagytétényi út – Bányagyutacsgyár                                     |
| 13Y    | Nagytétényi út – Mechanikai Művek                                     |
| 14     | Kosztolányi Dezső tér – Baross Gábor-telep, XVI. utca                 |
| 15     | Boráros tér – Élmunkás tér                                            |
| 16     | Március 15. tér – Moszkva tér                                         |
| 17     | Pataki István tér – Pestlőrinc, Vörös Hadsereg útja                   |
| 17Y    | Pataki István tér – Új köztemető                                      |
| 18     | Óbuda, Miklós utca – Pilisborosjenői téglagyár                        |
| 18A    | Óbuda, Miklós utca – Solymári téglagyári út                           |
| 19     | Nagy Lajos király útja – Goldmark Károly utca                         |
| 19A    | Nagy Lajos király útja – Déli pályaudvar                              |
| 20     | Keleti pályaudvar – Újpest, Fóti út                                   |
| 20A    | Keleti pályaudvar – Újpest, Bajcsy-Zsilinszky út                      |
| 21     | Moszkva tér – Szabadság-hegy                                          |
| 22     | Moszkva tér – Budakeszi                                               |
| 22A    | Moszkva tér – Ságvári-liget                                           |
| 22B    | Moszkva tér – Korányi szanatórium                                     |
| 23     | Boráros tér – Pesterzsébet, Ady Endre tér                             |
| 23A    | Boráros tér – Pesterzsébet, Tátra tér (körforgalom)                   |
| 24     | Bosnyák tér – Rákospalota, Szántóföld utca                            |
| 24A    | Bosnyák tér – Maxim Gorkij tér                                        |
| 24Y    | Bosnyák tér – Rákosszentmihály, vasútállomás                          |
| 25     | Kacsóh Pongrác út – Rákospalota, Raktári település                    |
| 25A    | Kacsóh Pongrác út – Rákospalota, Sipos Dénes utca                     |
| 25Y    | Kacsóh Pongrác út – Ungvár utca (körforgalom)                         |
| 26     | Vígszínház – Margit-szigeti Nagyszálló                                |
| 27     | Móricz Zsigmond körtér – Gellért-hegy, Citadella                      |
| 28     | Moszkva tér – Zugligeti út                                            |
| 29     | Bécsi út – Vörös Hadsereg útja                                        |
| 29Y    | Pasaréti tér – Széher út (körforgalom)                                |
| 30     | Keleti pályaudvar – Megyer, Szondi utca                               |
| 31     | Örs vezér tere – Árpádföld, Timur utca                                |
| 31A    | Örs vezér tere – Rákosszentmihály, Gusztáv utca                       |
| 31Y    | Örs vezér tere – Rákosszentmihály, Békés Imre utca (éjszaka is)       |
| 32     | Zalka Máté tér – Frangepán utca                                       |
| 32A    | Zalka Máté tér – Erzsébet királyné útja                               |
| 32B    | Fogarasi út – Frangepán utca                                          |
| 33     | Dandár utca – Dráva utca                                              |
| 34     | Óbuda, Miklós utca – Pünkösdfürdő                                     |
| 34Y    | Óbuda, Miklós utca – Nimród utca (körforgalom)                        |
| 35     | Nagyvárad tér – Pestlőrinc, Mednyánszky utca                          |
| 35A    | Nagyvárad tér – Pestlőrinc, Béke tér                                  |
| 35Y    | Nagyvárad tér – Lakatos út                                            |
| 36     | Pestlőrinc, Liszt Ferenc utca – Lakatos út                            |
| 37E    | Óbuda, Miklós utca – Erdőalja út                                      |
| 37J    | Óbuda, Miklós utca – Jablonka út                                      |
| 37M    | Óbuda, Miklós utca – Máramaros út                                     |
| 38     | Csepel, Tanácsház tér – Szigethalom, Autógyár                         |
| 38A    | Csepel, Tanácsház tér – Halásztelek                                   |
| 38B    | Csepel, Tanácsház tér – Hárosi iskola                                 |
| 39     | Üllői úti lakótelep, Lobogó utca – Dániel út                          |
| 39A    | Vígszínház – Dániel út                                                |
| 40     | Móricz Zsigmond körtér – Budaörs, Kötő utca                           |
| 41     | Kosztolányi Dezső tér – Kelenvölgy, Duránci utca                      |
| 42     | Óbuda, Miklós utca – Békásmegyer, Donát utca                          |
| 43     | Katona József utca – Újpest, Szilágyi utca                            |
| 45     | Örs vezér tere – Cinkota, Kultúrház utca                              |
| 45Y    | Örs vezér tere – Cinkota, Gyógyszertár                                |
| 46     | Örs vezér tere – Petőfikert, Dózsa György út                          |
| 47     | Újpest, Szilágyi utca – Egyesült Izzó                                 |
| 47A    | Újpest, Szilágyi utca – Cérnagyár                                     |
| 48     | Kispest, Kossuth tér – Csepel, Határ út                               |
| 49     | Moszkva tér – Rókushegy, Fenyves utca                                 |
| 50     | Budatétény, Jókai Mór utca – Balatoni út                              |
| 50A    | Budatétény, Jókai Mór utca – Ruhagyár                                 |
| 50B    | Budatétény, sorompó – Ruhagyár                                        |
| 50Y    | Budatétény, sorompó – Balatoni út                                     |
| 51     | Zalka Máté tér – Csepel, Tanácsház tér                                |
| 52     | Csepel, Tanácsház tér – Hollandi út                                   |
| 52A    | Csepel, Tanácsház tér – Denevér utca                                  |
| 52B    | Csepel, Tanácsház tér – Repkény utca                                  |
| 53     | Móricz Zsigmond körtér – Hó utca                                      |
| 53A    | Móricz Zsigmond körtér – Érdi út                                      |
| 54     | Boráros tér – Pestimre, Ültetvény utca                                |
| 54A    | Boráros tér – Pestimre, Dózsa György utca                             |
| 54B    | Boráros tér – Hullay Jenő utca                                        |
| 54Y    | Boráros tér – Kispest, Ady Endre út                                   |
| 55     | Óbuda, Miklós utca – Népliget                                         |
| 56     | Eötvös tér – Hűvösvölgy, Hidegkúti út                                 |
| 56A    | Moszkva tér – Hűvösvölgy, Hidegkúti út                                |
| 57     | Hűvösvölgy – Pesthidegkút (kétirányú körforgalom)                     |
| 57Y    | Hűvösvölgy – Budaliget, Honfoglalás utca                              |
| 58     | Budafok, Kossuth Lajos utca – Balatoni út                             |
| 59     | Pacsirtatelep, Alsó határút – Csillagtelep, Vénusz utca               |
| 59A    | Csepel, Tanácsház tér – Csillagtelep, Vénusz utca                     |
| 59Y    | Csepel, Tanácsház tér – Csapágy utca                                  |
| 60     | Dohány utca – Óbuda, MÁV-állomás                                      |
| 61     | Zalka Máté tér – Rákoskeresztúr – Rákoscsaba (körforgalom)            |
| 61Y    | Örs vezér tere – Rákoskeresztúr – Rákoscsaba (körforgalom)            |
| 62     | Zalka Máté tér – Rákoskeresztúr – Rákoskert (körforgalom, éjszaka is) |
| 62B    | Zalka Máté tér – Akadémia Újtelep, 525. tér                           |
| 62Y    | Örs vezér tere – Rákoskeresztúr – Rákoskert (körforgalom)             |
| 63     | Hűvösvölgy – Nagykovácsi                                              |
| 64     | Hűvösvölgy – Solymár, Templom tér                                     |
| 64Y    | Hűvösvölgy – Solymár, Műanyaggyár                                     |
| 65     | Bécsi út – Fenyőgyöngye                                               |
| 65A    | Bécsi út – Szélvész utca                                              |
| 65Y    | Bécsi út – Mikoviny utca (körforgalom)                                |
| 66     | Pesterzsébet, Erzsébet tér – Soroksár, OGV-telep                      |
| 66A    | Pesterzsébet, Erzsébet tér – Soroksár, Tsz-központ                    |
| 66B    | Pesterzsébet, Erzsébet tér – Soroksár, Vasöntöde                      |
| 66Y    | Pesterzsébet, Erzsébet tér – Péterimajor                              |
| 67     | Örs vezér tere – Rákoskeresztúr                                       |
| 68     | Hullay Jenő utca – Városszéli sorompó, Vörösfenyő utca                |
| 68A    | Hullay Jenő utca – Új köztemető                                       |
| 68Y    | Kispest, Kossuth tér – Rákosszentmihály, Rákóczi út                   |
| 69     | Rákoskeresztúr, Ferihegyi út – Pécel                                  |
| 70     | Bosnyák tér – Rákospalota, Sipos Dénes utca                           |
| 71     | Csepel, Tanácsház tér – Soroksári révátkelő                           |
| 72     | Kosztolányi Dezső tér – Törökbálint                                   |
| 76     | Örs vezér tere – Rákosliget, Ananász utca (körforgalom)               |
| 80     | Újhegyi út – Cinkotai út (körforgalom)                                |
| 81     | Üllői úti lakótelep, Lobogó utca – Madách Imre tér                    |
| 82     | Pestlőrinc, Vörös Hadsereg útja – Halmi-dűlő                          |
| 83     | Kelenföldi pályaudvar – Albertfalva, Hunyadi János út                 |
| 83Y    | Kelenföldi pályaudvar – Fehérvári út (körforgalom)                    |
| 84     | Moszkva tér – Rákospalota–Újpest, MÁV-állomás                         |
| 85     | Örs vezér tere – Harmat utca (körforgalom)                            |
| 86     | Óbuda, Miklós utca – Kosztolányi Dezső tér                            |
| 87     | Kosztolányi Dezső tér – Mechanikai Művek                              |
| 87A    | Kosztolányi Dezső tér – Kamaraerdő                                    |
| 87B    | Kosztolányi Dezső tér – Budaörsi repülőtér                            |
| 88     | Törökbálint – Budaörs, MÁV-állomás                                    |
| 88A    | Törökbálint – Budaörs, villamos-végállomás                            |
| 89     | Aszódi utca – Naphegy tér                                             |
| 90     | Szabadság-hegy – Csillebérc                                           |
| 91     | Vígszínház – Pusztaszeri úti körönd                                   |
| 92     | Rákosszentmihály, vasútállomás – Szabad föld út (körforgalom)         |
| 92Y    | Rákosszentmihály, vasútállomás – Rákoskeresztúr                       |
| 93     | Nagyvárad tér – Ferihegyi repülőtér                                   |
| 94     | Gyál, Szent István utca – Pestimre, Dózsa György utca                 |
| 94Y    | Gyál, MÁV-állomás – Hullay Jenő utca                                  |
| 95     | Baross tér – Gyömrői út                                               |
| 96     | Rákospalota, Kozák tér – Egyesült Izzó                                |
| 96A    | Rákospalota, Kozák tér – Cérnagyár                                    |
| 97     | Rákoskeresztúr – Rákoskert sugárút (kétirányú körforgalom)            |
| 98     | Gyömrői út – Rákosliget (körforgalom, éjszaka is)                     |
| 99     | Harminckettesek tere – Pesterzsébet, Vasút sor                        |
| 99Y    | Harminckettesek tere – Pesterzsébet, Tátra tér                        |
| 117    | Harminckettesek tere – Csévéző utca                                   |
| 117A   | Harminckettesek tere – Gyömrői úti régi vám                           |
| 122    | Moszkva tér – Budakeszi                                               |
| 135    | Nagyvárad tér – Pestlőrinc, Béke tér                                  |
| 138    | Csepel, Tanácsház tér – Szigethalom, Autógyár                         |
| 140    | Móricz Zsigmond körtér – Budaörs, Kötő utca                           |
| 143    | Katona József utca – Cérnagyár                                        |
| 144    | Örs vezér tere – Rákosszentmihály, Békés Imre utca                    |
| 144A   | Örs vezér tere – Mátyásföld, Gizella utca (IKARUS gyár)               |
| 154    | Boráros tér – Pestimre, Dózsa György utca                             |
| 156    | Eötvös tér – Hűvösvölgy, Hidegkúti út                                 |
| 162    | Zalka Máté tér – Rákoskeresztúr                                       |
| C      | Vígszínház – Margit-szigeti Nagyszálló (csak éjszaka)                 |
| F      | Czabán Samu tér – Rákospalota, Lenin útja                             |
| H      | Fenyőgyöngye – Hármashatár-hegy                                       |

## Rendkívüli járatok vonalai
| Jelzés     | Útvonal                                                    |
| ---------- | ---------------------------------------------------------- |
| D          | Szabadság-hegy – János-hegyi kilátó (munkaszüneti napokon) |
| J          | Dohány utca – János-hegyi kilátó (munkaszüneti napokon)    |
| B          | Tanács körút – Lóversenytér (lóversenyjárat)               |
| O          | November 7. tér – Lóversenytér (lóversenyjárat)            |
| Repülőtéri | Vörösmarty tér – Ferihegyi repülőtér                       |